# 幸せの1ページ
『幸せの1ページ』（しあわせのいちページ、原題：Nim's Island）は、2008年制作のアメリカ映画。原作はウェンディー・オルーの『秘密の島のニム』。

## あらすじ
少女ニムは、南太平洋の島で父の海洋生物学者ジャック・ルソーや動物達と暮らしている。ある日、ジャックは、ヨットで泊まりがけの調査に出る。
留守番するニムは、愛読する冒険小説「アレックス・ローバー」シリーズで知られる小説家のアレクサンドラ・ローバーから、父宛ての取材の電子メールを受け取る。メールの差し出し人を小説の主人公と勘違いしたニムは、アレクサンドラとメールのやりとりを始める。
ジャックは嵐に遭い、衛星電話のアンテナを失う。父と連絡の取れなくなったニムはアレクサンドラに助けを求め、広場恐怖症のアレクサンドラは意を決し島へ向かう。
島に観光船がやってきて、観光客達が上陸するが、ニムは何とか彼らを島から追い出す。
アレクサンドラは、飛行機、ボート、ヘリコプターを乗り継ぎ、島へ向かうが、嵐のため、島の近くでヘリコプターは観光船に着陸する。アレクサンドラは、船のボートで島へ向かう。嵐の中、島へ向かうアレクサンドラのボートを見つけたニムは、アレクサンドラと出会うが、自分の想像と違ったため、アレクサンドラを拒否する。その後、二人は食事を共にし、うち解ける。
ニムとアレクサンドラは、島へ向かうジャックを見つけ、親子は再会する。その後、三人が砂浜で遊ぶ中、映画は幕を閉じる。

## 配役
| 役名                     | 俳優                           | 日本語吹替     |
| ------------------------ | ------------------------------ | -------------- |
| ニム・ルソー             | アビゲイル・ブレスリン         | 大前茜         |
| アレクサンドラ・ローバー | ジョディ・フォスター           | 田中敦子       |
| ジャック・ルソー         | ジェラルド・バトラー           | 室園丈裕       |
| アレックス・ローバー     | ジェラルド・バトラー           | てらそままさき |
| エドモンド               | マディソン・ジョイス           | 水間真紀       |
| 船長                     | マイケル・カーマン             | 中村浩太郎     |
| エミリー・ルソー         | シャノン・ヴァン・デ・ドリフト |                |